# 6 ق هـ
6 ق هـ هي السنة السادسة السابقة للهجرة النبوية، وهي توافق ما بين سنتي 615 و616 حسب التقويم الميلادي، أي أنها بدأت في سنة 615م وانتهت في سنة 616م.

## أحداث
- مقاطعة قبائل قريش وكنانة، وتحالفهما على بني هاشم وبني عبد المطلب، أو بني المطلب: أن لا يناكحوهم ولا يبايعوهم، حتى يسلموا إليهم النبي محمد ﷺ للقتل وكتبوا بذلك صحيفة علقت في الكعبة، فدخل بني هاشم وبني عبد المطلب شعبهم مسلمهم وكافرهم.[4]